# Lamborghini Marco Polo
O Lamborghini Marco Polo ou Italdesign Marco Polo é um automóvel protótipo projetado pela empresa italiana Italdesign Giugiaro.
Apresentado em 1982 no Salão do Automóvel de Bolonha, o Marco Polo foi inspirado no protótipo Lancia Medusa desenhado pela Italdesign dois anos antes. O projeto foi originalmente planejado para ser o futuro sedã DeLorean DMC-24, mas a DMC ficou sem dinheiro antes que o conceito fosse concluído. A Italdesign então reciclou o design em um carro conceptual para a Lamborghini, com carroçaria cupê 2+2 com portas asa de gaivota.
O Marco Polo não é um protótipo operacional; na verdade, o design é apenas um modelo de plástico pintado criado para pesquisas aerodinâmicas. O Marco Polo apresenta um Cx de 0,24, em comparação com o 0,26 do Lancia Medusa.